# Китай Петро Іванович
Петро Іванович Китай (22 березня 1924, Катеринославська губернія, тепер Дніпропетровська область — 20 травня 1998, місто Дрогобич Львівської області) — радянський журналіст, редактор Дрогобицької міськрайонної газети «Радянське слово».

## Життєпис
Народився в селянській родині.
Закінчив філологічний факультет Дрогобицького державного педагогічного інституту імені Івана Франка.
Працював на радіостанції в місті Бориславі, друкувався в газеті «Нафтовик Борислава», був власним кореспондентом обласної газети «Львовская правда».
Член КПРС до 1991 року.
У вересні 1975 — листопаді 1988 року — редактор Дрогобицької міськрайонної газети «Радянське слово».
З листопада 1988 року — на пенсії в місті Дрогобичі. Помер 20 травня 1998 року.

## Нагороди
- орден «Знак Пошани»
- медалі